# Karoline von Arnim
Karoline von Arnim, geb. Gräfin von Bismarck-Bohlen (* 31. März 1851 in Berlin; † 12. Oktober 1912 in Baden-Baden) war ein Mitglied des deutschen Adels. Als deutsche Schriftstellerin veröffentlichte sie unter dem Pseudonym C. von der Linde.

## Familie

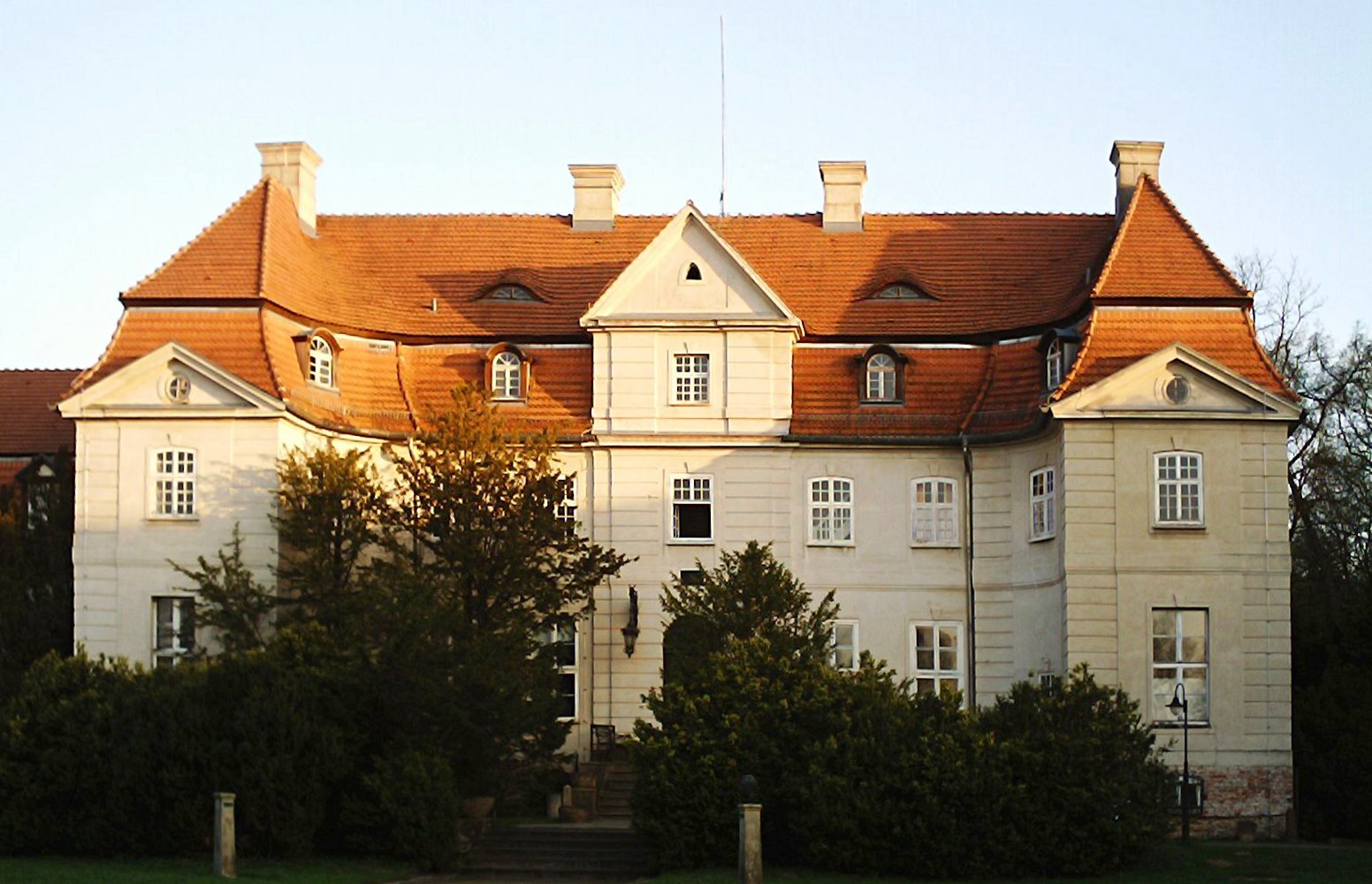
Schloss Karlsburg, Ort der ersten Hochzeit Karoline von Arnims

Karoline von Arnim wurde als erstes Kind von Friedrich Alexander von Bismarck-Bohlen und Pauline von Below in Berlin geboren. Sie war zwei Mal verheiratet. Am 28. Dezember 1871 ging sie auf Schloss Karlsburg die Ehe mit Georg Werner von Arnim (1845–1881) ein. Nach seinem Tod heiratete sie am 24. Juli 1889 in Mellenau ihren Schwager Traugott Hermann von Arnim-Muskau († 1919). 
Aus der Ehe mit Georg Werner, Graf von Arnim entstammen fünf Kinder:

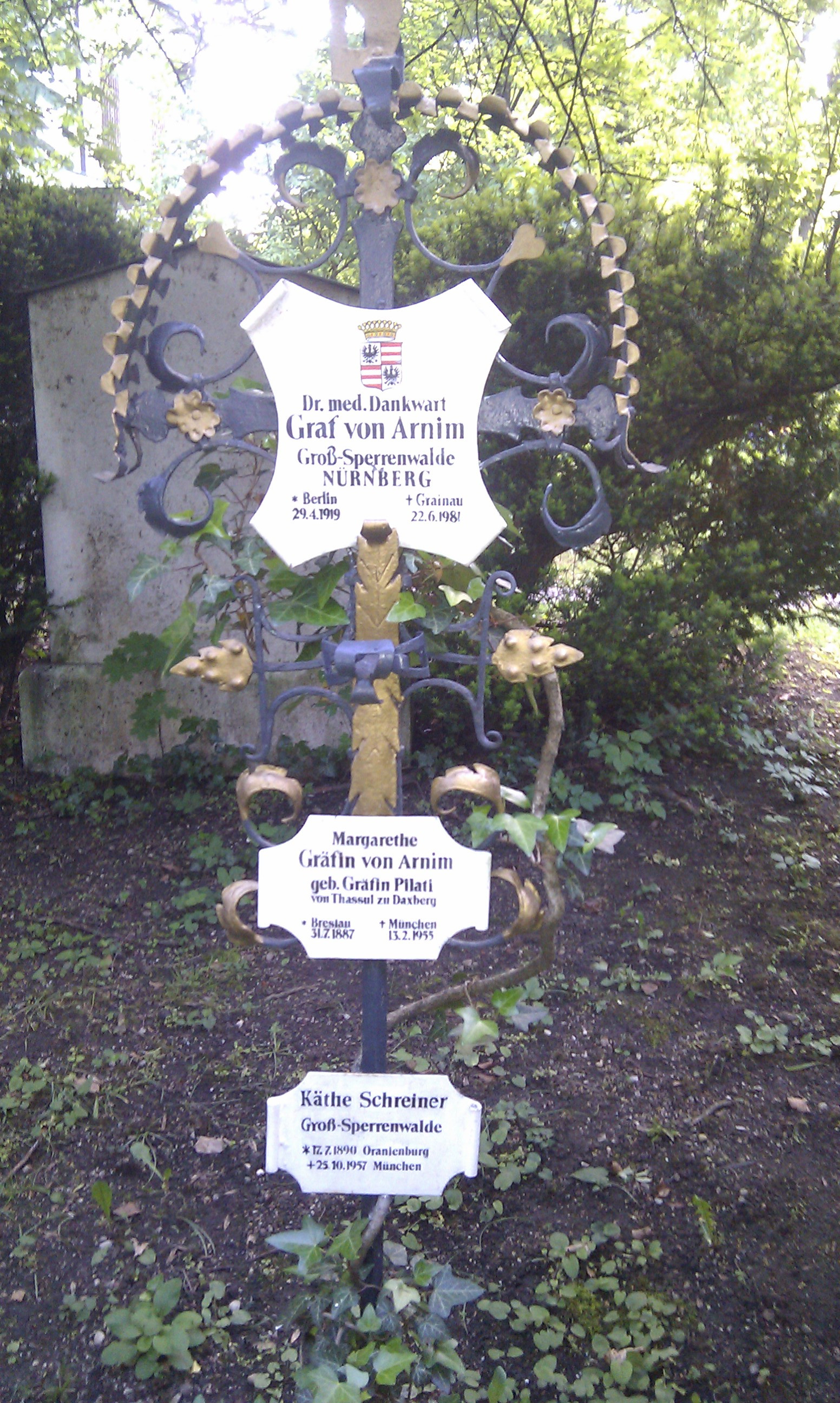
Grabstelle von Margarethe Henriette Pilati von Thassul zu Daxberg, Winthirfriedhof München

- Karoline von Arnim (* 3. Oktober 1872; † 12. September 1947)
- Freda Marie von Arnim (* 18. Dezember 1873; † 25. August 1939) ⚭  Graf Friedrich von der Schulenburg (* 21. November 1865; † 19. Mai 1939)
- Adolf Friedrich Heinrich von Arnim (* 31. März 1875; † 30. April 1931) ⚭ Gräfin Sophie zur Lippe-Weißenfeld (* 21. Februar 1876; † 17. August 1949)
- Wolf-Werner von Arnim (1876–1904)
- Gerhard von Arnim (* 6. Mai 1879; † 11. Juli 1929) ⚭  Gräfin Margarethe Henriette Pilati von Thassul zu Daxberg (* 31. Juli 1887; † 13. Februar 1955)

## Leben
Karoline von Arnim wurde von Privatlehrern erzogen. Aufgrund zahlreicher Versetzungen des Vaters lebte sie schon in jungen Jahren unter anderem in Potsdam, Frankfurt (Oder), Hannover, Berlin und Straßburg. Auf Schloss Karlsburg heiratete sie 1871 den Leutnant des Gardedukorps Georg Werner von Arnim, der bereits 1881 nach langer Krankheit verstarb. In den folgenden Jahren lebte von Arnim in Potsdam und widmete sich der Erziehung ihrer fünf Kinder. Im Jahr 1889 heiratete sie den Bruder ihres ersten Ehemanns, Hermann von Arnim-Muskau, auf dessen Anwesen in Muskau sie von da an lebte. Ihre Eltern starben 1889 bzw. 1894 und auch der Tod zweier Brüder traf von Arnim, die diese Verluste unter anderem in Liedern und Gedichten verarbeitete. Dem Tod ihres Sohnes Wolf-Werner von Arnim, der am 11. August 1904 in der Schlacht am Waterberg in Deutsch-Südwestafrika fiel, widmete sie mehrere Gedichte.

## Werke
- Sonnenschein und Schatten (Alte und neue Lieder, 1902)
- Es sang eine Stimme (Alte und neue Lieder, 1908)